# George Douglas-Hamilton, X conte di Selkirk
George Nigel Douglas-Hamilton, X conte di Selkirk (Wimborne Minster, 4 gennaio 1906 – 24 novembre 1994), è stato un nobile e politico scozzese.

## Biografia
Era il secondogenito di Alfred Douglas-Hamilton, XIII duca di Hamilton, e di sua moglie Nina Poore, figlia minore del maggiore R. Poore. Studiò all'Eton College, al Balliol College di Oxford, all'Università di Edimburgo e presso l'Università di Bonn, di Vienna e alla Sorbona.
Giocò a cricket per Wiltshire nel 1927 nel campionato della contea di Minor.
Era un membro del consiglio comunale di Edimburgo (1935-1940). Comandò il 603º reggimento della Royal Auxiliary Air Force (1934-1938).

## Seconda guerra mondiale
Con lo scoppio della seconda guerra mondiale, entrò nella Royal Air Force. Servì come direttore dell'intelligence Fighter Command e come assistente personale del maresciallo capo Dowding. Fu coinvolto anche nella lotta contro la task force tedesca operante nei pressi di Ceylon.
Nel 1940, alla morte del padre, ereditò il titolo di conte di Selkirk, mentre il fratello maggiore gli succedette al ducato.

## Matrimonio
Sposò, il 6 agosto 1947, la sciatrice Audrey Sale-Barker. La coppia non ebbe figli.

## Ultimi anni e morte
Ricoprì la carica di Lord in Waiting di Giorgio VI (1951-1952) e di Elisabetta II (1952-1953). Ricoprì la carica di Paymaster-General (novembre 1953-dicembre 1955), come cancelliere del ducato di Lancaster e come primo lord dell'ammiragliato.
Nel 1955 venne nominato consigliere privato. Nel 1967 fu nominato cittadino onorario di Winnipeg e di Selkirk.
Morì il 24 novembre 1994, all'età di 88 anni.

## Ascendenza
|                                                   |                          |                             | Genitori                               |  |  | Nonni |  |  | Bisnonni                     |  |  | Trisnonni                 |  |
|                                                   |                          |                             |                                        |  |  |       |  |  | 8. Augustus Douglas-Hamilton |  |  | 16. hon. Charles Hamilton |  |
|                                                   |                          |                             |                                        |  |  |       |  |  | 8. Augustus Douglas-Hamilton |  |  | 16. hon. Charles Hamilton |  |
|                                                   |                          | 17. Lucretia Prosser        |                                        |  |  |       |  |  | 8. Augustus Douglas-Hamilton |  |  |                           |  |
| 4. Charles Henry Douglas-Hamilton                 |                          |                             |                                        |  |  |       |  |  | 8. Augustus Douglas-Hamilton |  |  |                           |  |
|                                                   |                          | 9. Maria Catherine Hyde     | 18. John Hyde                          |  |  |       |  |  |                              |  |  |                           |  |
|                                                   |                          | 9. Maria Catherine Hyde     | 18. John Hyde                          |  |  |       |  |  |                              |  |  |                           |  |
|                                                   |                          | 9. Maria Catherine Hyde     | 19. Mary Seymour                       |  |  |       |  |  |                              |  |  |                           |  |
| 2. Alfred Douglas-Hamilton, XIII duca di Hamilton |                          | 9. Maria Catherine Hyde     |                                        |  |  |       |  |  |                              |  |  |                           |  |
|                                                   |                          | 10. rev. Justly Hill        | 20. William Hill                       |  |  |       |  |  |                              |  |  |                           |  |
|                                                   |                          | 10. rev. Justly Hill        | 20. William Hill                       |  |  |       |  |  |                              |  |  |                           |  |
|                                                   |                          | 10. rev. Justly Hill        | 21. Elizabeth Popham                   |  |  |       |  |  |                              |  |  |                           |  |
| 5. Elizabeth Anne Hill                            |                          | 10. rev. Justly Hill        |                                        |  |  |       |  |  |                              |  |  |                           |  |
|                                                   |                          | 11. Jane Helen Shute        | 22. Samuel Shute                       |  |  |       |  |  |                              |  |  |                           |  |
|                                                   |                          | 11. Jane Helen Shute        | 22. Samuel Shute                       |  |  |       |  |  |                              |  |  |                           |  |
|                                                   |                          | 11. Jane Helen Shute        | 23. Henrietta Anna Margarette Gwyn     |  |  |       |  |  |                              |  |  |                           |  |
| 1. George Douglas-Hamilton, X conte di Selkirk    |                          | 11. Jane Helen Shute        |                                        |  |  |       |  |  |                              |  |  |                           |  |
|                                                   | 12. Robert Montagu Poore | 24. John Montagu Poore      |                                        |  |  |       |  |  |                              |  |  |                           |  |
|                                                   | 12. Robert Montagu Poore | 24. John Montagu Poore      |                                        |  |  |       |  |  |                              |  |  |                           |  |
|                                                   | 12. Robert Montagu Poore | 25. Elizabeth Chauncy       |                                        |  |  |       |  |  |                              |  |  |                           |  |
| 6. Robert Poore                                   | 12. Robert Montagu Poore |                             |                                        |  |  |       |  |  |                              |  |  |                           |  |
|                                                   |                          | 13. Anna Maria Massy-Dawson | 26. James Hewitt Massy-Dawson          |  |  |       |  |  |                              |  |  |                           |  |
|                                                   |                          | 13. Anna Maria Massy-Dawson | 26. James Hewitt Massy-Dawson          |  |  |       |  |  |                              |  |  |                           |  |
|                                                   |                          | 13. Anna Maria Massy-Dawson | 27. Eliza Jane Dennis                  |  |  |       |  |  |                              |  |  |                           |  |
| 3. Nina Mary Benita Poore                         |                          | 13. Anna Maria Massy-Dawson |                                        |  |  |       |  |  |                              |  |  |                           |  |
|                                                   |                          | 14. lord Armar Lowry-Corry  | 28. Armar Lowry-Corry, I conte Belmore |  |  |       |  |  |                              |  |  |                           |  |
|                                                   |                          | 14. lord Armar Lowry-Corry  | 28. Armar Lowry-Corry, I conte Belmore |  |  |       |  |  |                              |  |  |                           |  |
|                                                   |                          | 14. lord Armar Lowry-Corry  | 29. lady Harriet Hobart                |  |  |       |  |  |                              |  |  |                           |  |
| 7. Juliana Lowry-Corry                            |                          | 14. lord Armar Lowry-Corry  |                                        |  |  |       |  |  |                              |  |  |                           |  |
|                                                   |                          | 15. Elizabeth Massy-Dawson  | 30. James Hewitt Massy-Dawson (= 26)   |  |  |       |  |  |                              |  |  |                           |  |
|                                                   |                          | 15. Elizabeth Massy-Dawson  | 30. James Hewitt Massy-Dawson (= 26)   |  |  |       |  |  |                              |  |  |                           |  |
|                                                   |                          | 15. Elizabeth Massy-Dawson  | 31. Eliza Jane Dennis (= 27)           |  |  |       |  |  |                              |  |  |                           |  |
|                                                   |                          | 15. Elizabeth Massy-Dawson  |                                        |  |  |       |  |  |                              |  |  |                           |  |